# 崙豐交流道
崙豐交流道位於臺灣雲林縣臺西鄉和豐村，為臺灣台61線指標226公里處的交流道。交流道型式為半套鑽石型，原興建北出南入匝道並命名為下新興交流道，於2003年1月30日通車。後於2012年改建為南出北入並改名為崙豐交流道。
|  | 226 崙豐 |  | 崙豐 |

## 鄰近公路
- 台17線
- 縣道158甲線
- 雲116線

## 外部連結
- 台61線崙豐交流道示意圖 （页面存档备份，存于）（交通部公路總局）